# مدرسه فرماندهی عالی نظامی مسکو
مدرسه فرماندهی مشترک نظامی عالی مسکو (مخفف MVOKU) یک مؤسسه آموزشی عالی نظامی در نیروهای مسلح روسیه است.

## منابع

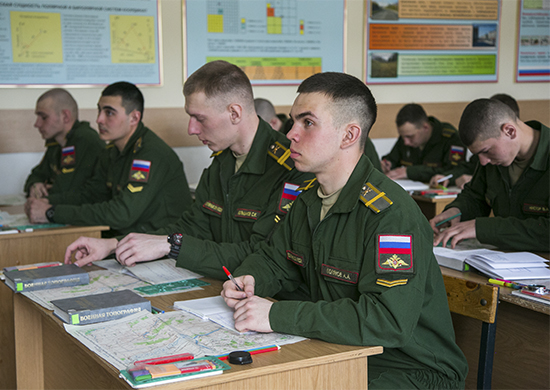